# Juan Bautista Crescenzi
Juan Bautista Crescenzi, también Juan Bautista Crescenci y Juan Bautista Crescencio (nombre españolizado de Giovanni Battista Crescenzi) (Roma, 17 de enero de 1577 - Madrid, 17 de marzo de 1635), marqués de la Torre, fue un pintor y arquitecto italiano del Barroco temprano, activo en Roma y afincado en la corte española desde 1617, donde ayudó a decorar el Panteón de Reyes de El Escorial.

## Biografía
Crescenzi pertenecía a una prominente familia romana. Su hermano Pier Paolo Crescenzi llegó a cardenal. Juan Bautista casó con Anna Massima y su hijo, Alessandro Agostino, siguió la carrera eclesiástica, siendo creado cardenal en 1675. Un descendiente suyo, Marcello Crescenzi,  llegó también al cardenalato. Sus descendientes permanecieron en España, transmitiendo los títulos españoles. El apellido se castellanizó a Crescencio.
Aprendió pintura con Cristoforo Roncalli. Crescenzi obtuvo reconocimiento como artista durante el pontificado de Pablo V, ejerciendo como superintendente de las obras de la Capilla Paulina de Santa María la Mayor, además de supervisar proyectos artísticos encargados por el Papa.
En 1617 viajó a Madrid llamado por el rey Felipe III. Desde 1620, trabajó en el Monasterio de El Escorial, donde proyectó y decoró el Panteón de Reyes. Fue el sucesor de Felipe III, Felipe IV el que, en reconocimiento a su labor como artista, le concedió el marquesado de La Torre y le nombró caballero de la Orden de Santiago. Ocupó también el cargo de superintendente de la Junta de Obras y Bosques. 
Superintendente de las obras reales, el papel de Crescenci fue importante en el Palacio del Buen Retiro interviniendo en los jardines, en la ermita y en el Salón de Reinos (construido a principio de los
años treinta del siglo XVII, junto con Alonso Carbonel). Durante un tiempo, también le fue atribuida la Cárcel de Corte de Madrid (actual Palacio de Santa Cruz, sede del Ministerio de Asuntos Exteriores de España). 
Como pintor, es conocido sobre todo por sus composiciones florales. Entre sus alumnos se encontraron Bartolomeo Cavarozzi, Juan Fernández y Antonio de Pereda.